# Asakura (Fukuoka)
Asakura (jap. 朝倉市 Asakura-shi) – miasto w Japonii, w prefekturze Fukuoka, na wyspie Kiusiu.

## Historia
1 kwietnia 1889 roku powstała wioska Asakura. 1 kwietnia 1962 roku zdobyła status miasteczka (町). 20 marca 2006 roku, w wyniku połączenia miasta Amagi i miasteczek Asakura i Haki, powstało miasto Asakura.

## Populacja
Zmiany w populacji Asakury w latach 1970–2015:
| Rok  | Populacja |
| ---- | --------- |
| 1970 | 66 623    |
| 1975 | 64 982    |
| 1980 | 64 623    |
| 1985 | 65 128    |
| 1990 | 63 724    |
| 1995 | 62 593    |
| 2000 | 61 707    |
| 2005 | 59 385    |
| 2010 | 56 355    |
| 2015 | 52 444    |